# Allison T40
L'Allison T40, designazione interna Allison Model 500, fu un motore aeronautico turboelica di produzione statunitense composto da due unità Allison T38 che spingevano un'elica controrotante attraverso un riduttore comune.

## Progettazione e Sviluppo
Il concetto del T40 si originò in Allison nel 1944, quando vennero portati avanti studi progettuali su un motore a turboelica da 4 000 shp (2 983 kW). Giovandosi di questa iniziativa, la U.S. Navy assegnò all'Allison un contratto per la progettazione e sviluppo di una turboelica da 4 100 shp (3 057 kW). Il T40 che ne emerse combinava due unità Allison T38-A-1 fianco a fianco, con una scatola di riduzione comune che propelleva eliche controrotanti. Con una disposizione simile a quella dell'Armstrong Siddeley Double Mamba, il T40 ne differiva per il fatto che ciascun motore concorreva alla propulsione sia dell'elica anteriore, sia di quella posteriore, a differenza del Double Mamba, in cui ogni unità propulsiva spingeva separatamente o l'elica anteriore, o quella posteriore.
Le unità propulsive T38-A-1 contenevano ciascuna un compressore a 17 stadi, capace di un rapporto di compressione di 6.3:1, otto camere di combustione, e turbine a quattro stadi. Il riduttore combinato era spinto da estensioni dell'albero delle unità propulsive. Ogni albero di trasmissione incorporava una frizione per consentire l'azionamento indipendente di ciascuna delle unità.

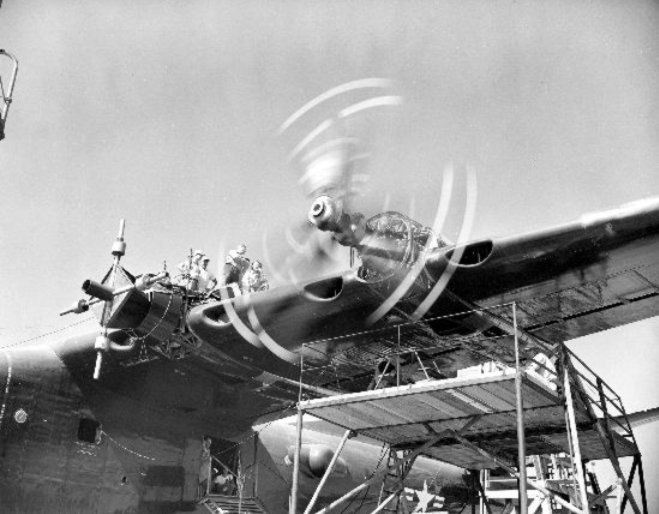
I motori T40 del prototipo XP5Y-1 nel 1950

Gli accessori comprendevano una Master Control Unit, montata sopra i compressori, e un avviatore ad aria compressa montato sul riduttore. Il riduttore combinato aveva un rapporto di riduzione di 15.75:1 e includeva un freno d'elica per prevenire la rotazione passiva quando il motore veniva fermato. La funzione antighiaccio per le prese d'aria era garantita derivando aria dal compressore. Le eliche controrotanti erano due Aeroproducts a tre pale, da 14 ft (4,3 m), montate su alberi concentrici/coassiali.
I collaudi dell'XT40 iniziarono il 4 Giugno 1948. Si manifestò un problema di vibrazione nella scatola del riduttore, a causa della coincidenza delle frequenze di accoppiamento delle dentature degli ingranaggi, il che richiese una riprogettazione. Il sistema di disaccoppiamento, progettato per disconnettere una delle unità propulsive in caso di guasto, funzionò correttamente. Durante un test eseguito al banco, una delle unità sviluppò un'importante perdita d'olio, e il tentativo di spegnimento fallì perché l'unità continuò a funzionare bruciando l'olio che fluiva nei combustori. Dopo vari tentativi di spegnimento, l'unità difettosa poté essere spenta solamente distruggendo il compressore con detriti inseriti nella presa d'aria, il che consentì di verificare la corretta operatività del disaccoppiamento.
Il primo test in volo del T40 fu il 18 Aprile 1950 nell'idrovolante Convair XP5Y equipaggiato con quattro T40-A-4 che sviluppavano 5 250 shp (3 915 kW). Nell'uso operativo, il T40 manifestò problemi di integrità delle eliche e dei riduttori, con almeno un caso sia di perdita dell'elica, sia di separazione del riduttore. Un insolito problema fu scoperto durante i test al suolo del caccia turboelica Republic XF-84H Thunderscreech; la speciale elica transonica singola a tre pale generava frequenze armoniche che si dimostrarono nocive (con nausee e almeno un caso di crisi epilettica) per il personale che si trovava entro una certa distanza dall'aereo.
I maggiori problemi del T40 hanno compreso cedimenti del riduttore, e inaffidabilità del sistema di governo delle eliche (tutti gli accessori del motore erano azionati tramite un sistema a depressione, che utilizzava ben 25 tubi). Con le due unità inserite tramite le rispettive frizioni nel riduttore comune, era previsto che il velivolo potesse procedere utilizzando solo metà del motore, e che ingaggiasse la seconda unità in caso di bisogno. In pratica, il sistema non sempre funzionò come previsto. Nel caso in cui il malfunzionamento di uno dei T38 non fosse rilevato, l'unità difettosa restava ingaggiata, e veniva passivamente trascinata assorbendo la potenza prodotta dalla seconda unità: fu proprio questo problema a causare la perdita del primo prototipo di Douglas XA2D-1 e del suo pilota il 14 Dicembre 1950.

## Storia operativa
Il primo aereo a volare con il T40 fu il prototipo di aereo da pattugliamento Convair XP5Y-1. All'obsolescenza di questo tipo di missione, la US Navy cambiò il ruolo dell'aereo da antisommergibile a velivolo da trasporto. Le modifiche all'XP5Y-1 (come l'impianto di condizionamento aria e di pressurizzazione) produssero il Convair R3Y Tradewind, che sarebbe divenuto l'unico aereo utilizzatore del T40 ad entrare in servizio operativo. Questi grandi idrovolanti quadrimotori hanno prestato servizio principalmente tra la Stazione Aeronavale di Alameda e le Hawaii alla metà degli Anni Cinquanta, (rimpiazzando gli idrovolanti Martin Mars). I T40 causarono numerosi problemi. In un caso, nel 1956 si sfiorò il disastro quando un R3Y riuscì ad atterrare con un motore fuori controllo, finendo per collidere con una barriera frangiflutti. Questo evento fornì all'US Navy una ragione in più per mettere a terra gli R3Y, il che avvenne poco dopo.
L'unico altro aereo ad essere prodotto in pur modeste quantità ad essere propulso dal T40 fu il Douglas A2D-1 Skyshark. Dei sedici esemplari costruiti, i dodici utilizzati per le valutazioni patirono problemi simili a quelli dell'R3Y. I più comuni tra essi riguardarono il controllo delle eliche e cedimenti del riduttore.
Il T40 fu anche utilizzato nel North American A2J-1 Super Savage ma le modeste prestazioni del velivolo e le persistenti difficoltà del motore provocarono la cancellazione del progetto in favore del Douglas A3D Skywarrior.
I successi di maggior rilievo del T40 furono nel settore dei velivoli a decollo verticale, in cui venne usato in ben tre tipi, il Convair XFY-1 Pogo, il Lockheed XFV-1 e l'aereo sperimentale Hiller X-18 ad ala basculante. Dotato del più potente YT40-A-6 da 7,100shp, l'XFY-1 eseguì nel Novembre 1954 la prima transizione da decollo verticale a volo orizzontale e viceversa, fino all'atterraggio verticale, mai eseguita da un velivolo ad ala fissa. Il persistere delle preoccupazioni relative alle eliche, il modesto carico utile e le prestazioni non ottimali preclusero ulteriori sviluppi.
Alcuni voli furono eseguiti con l'Hiller X-18, ma la maggior parte della ricerca fu svolta con il velivolo saldamente assicurato a una piattaforma dinamometrica elevabile idraulicamente, per raccogliere dati sul volo in effetto suolo.
Un limitato numero di voli fu svolto dai due caccia turboelica Republic XF-84H Thunderscreech, ma le continue difficoltà del motore T40 e dell'elica supersonica, per non parlare delle prestazioni drasticamente inferiori a quelle dei corrispettivi velivoli dell'epoca, portarono alla cancellazione dei piani di produzione.

## Applicazioni

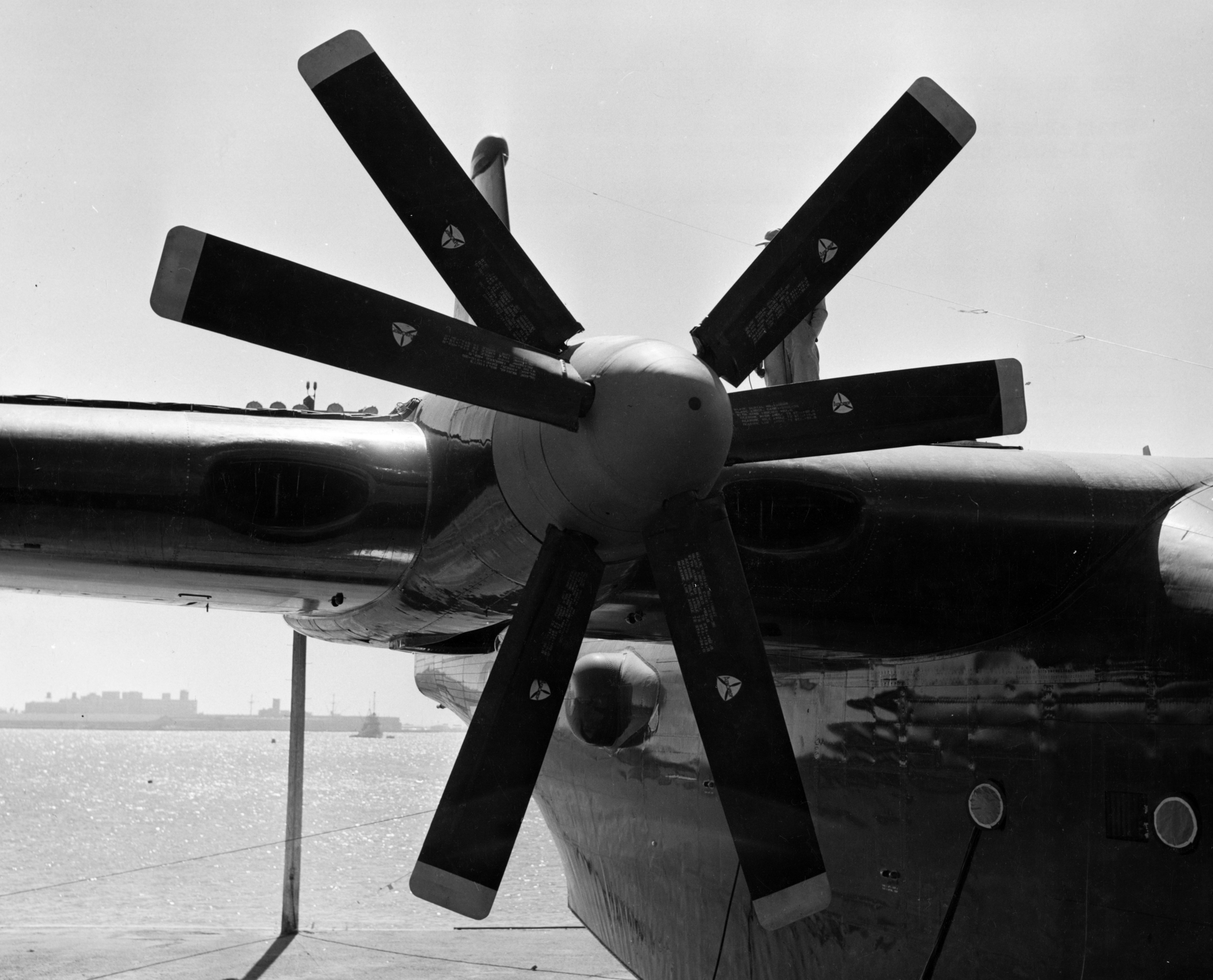
Il T40 di un Convair XP5Y-1.

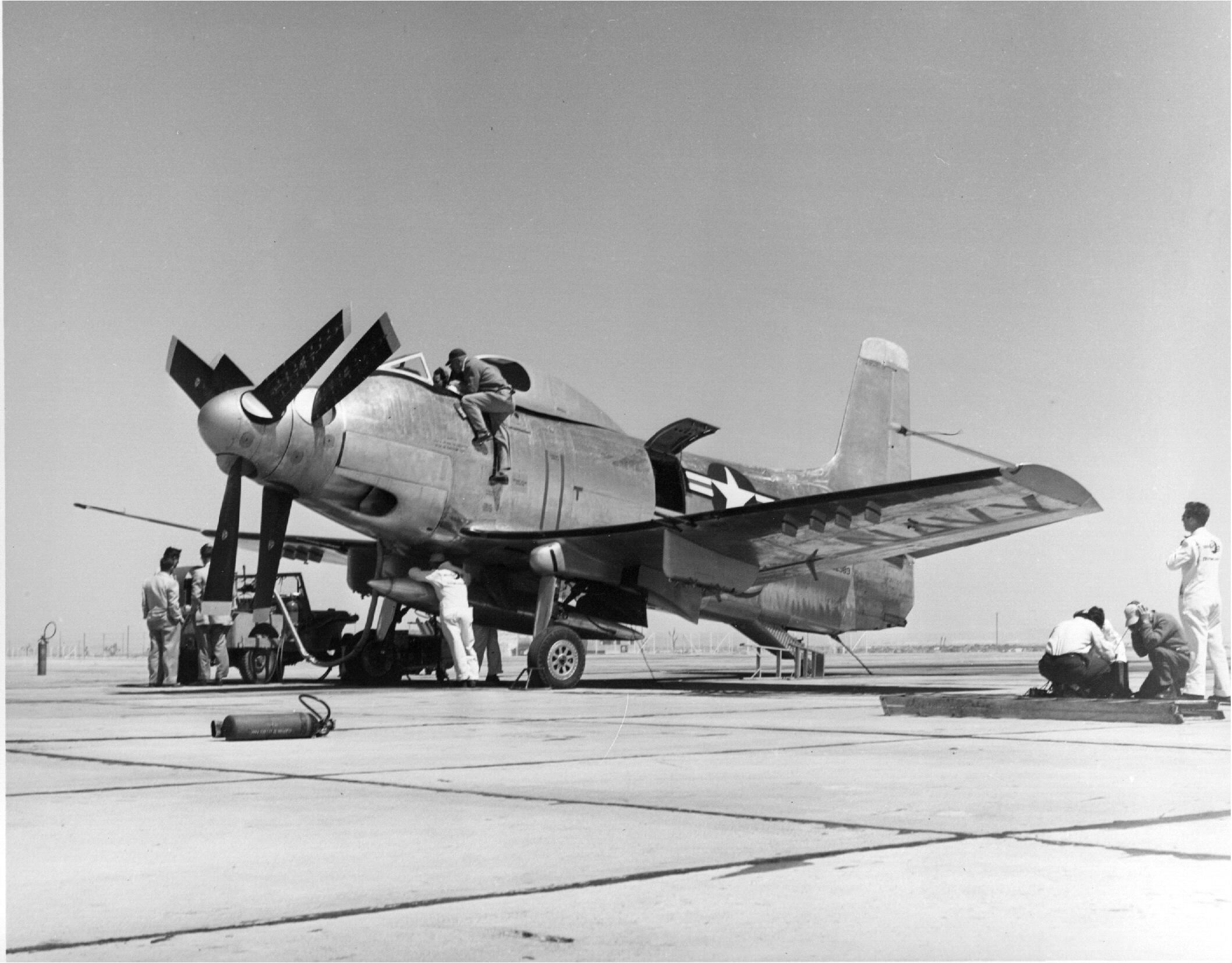
Il secondo Douglas A2D in preparazione del suo primo volo nell'Aprile 1952.

Dati da:
- Convair P5Y
- Convair R3Y Tradewind
- Convair XFY Pogo
- Douglas A2D Skyshark
- Hiller X-18
- Lockheed XFV
- North American XA2J Super Savage
- Republic XF-84H Thunderscreech

## Varianti
Model 500Designazione di fabbrica del T40
Model 501Designazione di fabbrica per il T38 (metà T40, per lo sviluppo del T40)
Model 501-DDesignazione di fabbrica per il T56
Model 503Designazione di fabbrica per il T44
XT40-A-1
XT40-A-2
T40-A-4
XT40-A-5
XT40-A-6
XT40-A-10
YT40-A-14
T40-A-20
T40-A-22
T44(Model 503), con tre unità propulsive; non venne costruito e il progetto venne cancellato.
T54-A-2T40 ridesignato erogante 7 500 cavalli vapore all'albero di trasmissione (5 600 kW) equivalenti. Dopo il limitato successo iniziale del T40, la US Navy ha sponsorizzato lo sviluppo di una nuova turboelica grande circa il 28% in più del T40, ma questo ruolo fu ben presto assunto dall'Allison T56 / Allison 501-D e lo sviluppo fu cancellato.
T56(Model 501-D) Sviluppo riuscito del T40 / T38 con una singola sezione propulsiva.

## Specifiche (T40-A-6)
(Riferimenti: Aircraft engines of the World 1953 Turbojet History and Development 1930–1960 vol.2)
- Tipo: Turboelica
- Lunghezza: 167 in (4 200 mm) al riduttore; 84 pollici (2 100 mm) (per unità propulsiva)
- Diametro: 23,5 in (600 mm) (riduttore)
- Larghezza: 39 pollici (990 mm) (per unità propulsiva)
- Altezza: 25 pollici (640 mm) (per unità propulsiva)
- Peso: 2 500 lb (1 100 kg) (per unità propulsiva)
- Compressore: a flusso assiale, 17 stadi (2 unità)
- Combustori: multipli, 8 per unità propulsiva
- Turbina: a flusso assiale, 4 stadi (2 unità)
- Carburante: Benzina 100/130 o combustibile aeronautico a base di Kerosene
- Lubrificazione: a carter secco, 65 libbre per pollice quadro (450 kPa) spruzzaggio in pressione, con riciclo
- Potenza: 5 100 cavalli vapore all'albero di trasmissione (3 800 kW) + 830 libbre forza (3,7 kN) al decollo a 14,300 rpm al livello del mare; 5 500 cavalli vapore all'albero di trasmissione (4 100 kW) equivalenti
- Rapporto di compressione: 6.3:1
- Consumo specifico: 0,63 libbre per cavallo vapore all'albero di trasmissione per ora (0,38 kg/kW/h) (equivalent shp)
- Rapporto potenza/peso: 2,222 cavalli vapore all'albero di trasmissione per libbra (3,653 kW/kg)
- Riduttore: Riduttore combinato spingente eliche controrotanti a 0.0635:1 (908 rpm per il decollo)